# Ryszard Ochyra
Ryszard Ochyra (nascut el 1949) és un briòleg polonès La forma en botànica abreujada del seu nom és Ochyra.
És el cap del Laboratori de Briologia en l'Institut de Botànica de l'Acadèmia de Ciències de Polònia, a Cracòvia. Ha realitzat treballs de camp a Tanzània, Àfrica del Sud, Antàrtida, Tierra del Fuego, Malvines, illes Príncep Eduard, illes Crozet i illes Kerguelen.

## Algunes publicacions
- ryszard Ochyra, halina bednarek-Ochyra, barbara godzik. 2013. Bibliography of the W. Szafer Institute of Botany Polish Academy of Sciences (1953-2012). Part 1 de Bibliografia del W. Szafer Institute of Botany. Ed. W. Szafer Institute of Botany, Polish Academy of Sciences, 442 pp. ISBN 8362975156, ISBN 9788362975150